# Casal-Quartett
Das Casal-Quartett (Eigenschreibweise casalQuartett) ist ein im Jahr 1996 von Studenten des Carmina- und Alban-Berg-Quartetts gegründetes, klassisches Streichquartett aus der Schweiz.

## Repertoire
Das Quartett führt klassische Musik vom 17. Jahrhundert bis zur Gegenwart auf, u. a. Musik von Astor Piazzolla oder Antônio Carlos Jobim gehören zum Repertoire. Seit 2008 spielt das Casal-Quartett regelmäßig auch auf historischen Instrumenten von Jakob Stainer aus dem 17. Jahrhundert. Auf diesen Instrumenten widmet sich das Casal-Quartett in erster Linie der Entwicklung der Gattung Streichquartett im 18. Jahrhundert. Seither gab das Casal-Quartett viele Konzerte in aller Welt und arbeitete mit Musikern wie Martha Argerich, Fazil Say, Sol Gabetta, Giora Feidman, Clemens Hagen und Nikolaj Znaider zusammen.

## Frühere Mitglieder
- Dominik Fischer, Viola (bis 2005)
- Daria Zappa, Violine (2005 bis 2012)
- Corinne Chapelle, Violine (2012 bis 2013)
- Andreas Fleck (1996 bis 2021)

## Diskografie
- Liebe - Leben - Tod, Franz Schubert/Leoš Janáček (Bayer Records 1998)
- 4 for Tango (Bayer Records 2000)
- Ulrich Stranz, Quartett I-IV (Telos Music Records 2002)
- Tango Sensations (Telos Music Records 2004)
- Confession, Heinrich Kaminski, Viktor Ullmann, Erwin Schulhoff, Adolf Busch (Telos Music Records 2005)
- Annäherung, Mozart & Urs Frauchiger (Telos Music Records 2006)
- "Birth of the String Quartet Vol. 1", Joseph Haydn & Luigi Boccherini Wolfgang Amadeus Mozart (Solo Musica 2009)
- "Portrait Dieter Ammann", Dieter Ammann (Grammont 2010)
- "Intenso", Ludwig van Beethoven & Leoš Janáček & Dieter Ammann (Solo Musica 2010)
- "Birth of the String Quartet Vol. 2", Joseph Haydn & Louis-Gabriel Guillemain Wolfgang Amadeus Mozart Georg Philipp Telemann (Solo Musica 2011)
- "Genesis" 7 string quartets op. 5 Franz Xaver Richter (Solo Musica SACD 2014)
- "Flexible Sky" Music with guitar; Han Jonkers Joseph Haydn Wolfgang Muthspiel Joseph Schnabel (Bayer Records 2015)
- "Carl Maria von Weber - complete works for clarinet"; Clarinet Quintet, Op. 34 (Berlin Classics 2016)
- "Russian Treasures - Titz - Glasunow - Tschaikowsky" Anton Ferdinand Titz, Alexander Konstantinowitsch Glasunow & Pjotr Iljitsch Tschaikowski (Solo Musica CD 2016)
- "Paul Müller-Zürich" Streichquartett op.4, Streichtrio op. 46, Streichquintett op. 2 (Solo Musica CD 2019)
- Ballads & Quintets, Fazil Say: Three Ballades op. 12, The Moving Mansion (Yürüen Kösk), Robert Schumann: Klavierquintett op. 44; Künstler: Fazil Say & casalQuartett; (Solo Musica SM340, 2020)
- Beethovens Welt 1799 – 1851 (5 CD-Box) (Solo Musica SM 283)

## Preise
- Deutscher Musikwettbewerb (1998)
- Quartettwettbewerb Trondheim (1999)
- Großer Förderpreis München (1998)
- Supersonic-Award (Pizzicato), Luxembourg (2006, 2009, 2011, 2017)
- Preis für Interpretation der Stadt Zürich (2010)
- Echo Klassik (2010)
- Diapason Découverte (Januar 2012)
- ICMA Award Nomination (2012 und 2014)
- Diapason d’or (2014)
- Deutscher Schallplattenpreis Nominierung (2014)
- Grammy Nomination (2014)
- Echo Klassik (2015)
- Deutscher Schallplattenpreis (mit Sebastian Manz) (2017)
- Echo Klassik (2017) zusammen mit Sebastian Manz